# Nonivamide
Le nonivamide, appelé aussi  pseudocapsaïcine ou vanillylamide de l'acide pélargonique (abrégé en PAVA pour pelargonic acid vanillylamid), est un composé organique aromatique de la famille des capsaïcinoïdes, une sous-classe des vanilloïdes. C'est formellement  l'amide de l'acide pélargonique (acide n-nonanoïque) et de la vanillylamine (en).  Il est naturellement présent dans les piments mais il est en général synthétisé. Il est plus stable thermiquement que la capsaïcine.

## Structure
Le nonivamide a une structure très proche de la capsaïcine, les seules différences étant l'absence d'une double liaison et d'un groupe méthyle latéral en bout de chaîne.

## Utilisations
De par ses propriétés proches de la capsaïcine, il est utilisé dans des applications similaires. Il est utilisé comme additif alimentaire pour ajouter du piquant aux assaisonnements, arômes et mélanges d'épices. Il est également utilisé dans certaines confiseries pour créer une sensation de chaleur. Il est également utilisé dans certains gaz poivre.
Comme la capsaïcine, il peut dissuader les mammifères (mais pas les oiseaux ou les insectes, qui semblent être immunisés) de consommer des plantes ou des graines (par exemple dissuader les écureuils de manger les graines disposées dans une mangeoire pour les oiseaux). Il a été montré qu'il peut être efficace contre certains types de tumeurs.

### Utilisations pharmacologiques
Le nonivamide a des propriétés analgésiques et favorise la circulation sanguine. Il est utilisé pour lutter contre les douleurs musculaires et articulaires, notamment dans le cas de rhumatismes aigus. Il est vendu sous forme de pommade, notamment sous le nom de Finalgon, utilisé contre l'arthrite et les douleurs musculaires. Son application sur la peau provoque rapidement une sensation de chaleur voire de brûlure, suivi d'une disparition de la douleur pour plusieurs heures.